# Пантуркизам
Пантуркизам је покрет који се појавио осамдесетих година 19. вијека међу туркијским интелектуалцима Азербејџана (у то вријеме дио Руске Империје) и Османског царства (данашња Турска), с циљем да настане културно и политичко јединство сви туркијских народа. Туранизам је блиско повезан са покретом, али је општији термин од туркизма, јер се туркизам односи на све туркијске народе. Међутим, истраживачи и политичари који су били присталице туркијске идеологије, користили су ове термине наизмјенично у многим изворима и радовима. Иако туркијски народи дијеле историјске, културне и лингвистичке коријене, раст пантуркистичког политичког покрета је феномен 19. и 20. вијека и дјелимично је био одговор на развој панславизма и пангерманизма у Европи и инспирисан је паниранизмом у Азији. Зија Гекалп дефинисао је пантуркизам као културни, академски, психолошки и политички концепт који заговара јединство туркијских народа.

## Геноцид над Јерменима
Пантурцизам је био основна идеологија и повод за геноцид над Јерменима који је 1915. године спроведен под управом Енвер паше са циљем да се уклоне не-турске и не-муслиманске мањине из Османског царства у циљу стварања великотурске државе.

## Грчки геноцид
Грчки геноцид је термин који се користи од стране неких академика а односи се на судбину Грка у Отоманском царству током и након Првог светског рата (1914—1923). Као и Јермени и Асирци, Грци су били подвргнути разним облицима прогона, укључујући масакре, протеривања. Процењује се да је на стотине хиљада Грка умрло током овог периода као резултат прогона и масакра отоманских власти.

## Геноцид над Јерменима, Асирцима и Курдима
Поред јерменског и грчког геноцида, пан-турски Младотурски режим у Отоманском царству спроводио је геноцид и над асирским и курдским становништвом.
Пантурцизам и турска националистичка историографија је коришћена да се потпуно негира идентитет Јермена и Курда. У исто време, разне ревизионистичке тврдње су направљене на древним народима у региону и шире.